# 圣勒林茨区
圣勒林茨区（匈牙利語：Szentlőrinci járás），是匈牙利巴兰尼亚州的一个区，总面积282.43平方公里，总人口14,998人（2011年），人口密度53人/平方公里。中心城市为聖勒林茨。

## 市镇
圣勒林茨区包含一个城镇和20个村庄。